# 최영석
찿차이 최(태국어: ชัชชัย เช, 최영석 1974년 4월 30일 ~)는 태국 태권도 국가대표팀의 감독이다. 2011년, 코리아오픈에서 최영석이 이끈 태국 태권도 국가대표팀은 금메달 6개, 은메달 1개, 그리고 동매달 5개를 획득하였고, 그는 이 시합으로 베스트 코치상을 수여받았다.

## 생애
최영석은 태국 국가대표팀의 태국으로 귀화한 한국계 감독으로, 그는 1974년 4월 30일, 서울특별시에서 태어났다. 경원대학교를 졸업하였으며, 대한민국 국가대표팀의 일원이기도 하였다.현재 그는 태국의 까셋삿 대학교 체육과학 학부에서 박사과정을 공부하고 있다. 그는 2000년부터 2002년까지 바레인 국가대표팀 감독을 맡았고, 이후, 그는 태국 태권도 협회가 국제 태권도 연맹과 교섭하여 태국 국가대표팀의 코치가 되었다. 최영석은 현재에도 여전히 태국 국가대표팀의 감독을 맡고 있다. 최영석은 태국 국가대표팀을 아시안 게임과 하계 올림픽을 통해 키워나갔으며, 2004년 하계 올림픽에서 야오와파 부라폰차이가 동메달을, 2008년 하계 올림픽에는 부트리 푸에드퐁이 은메달을 획득하도록 이끌었고, 또한, 2010년 아시안 게임에서 퐁스리 사리타와 카우라오르 추자왈이 금메달을 획득하도록 이끌었다. 그리고 그의 모든 체육인들과 감독팀에 대한 품행과 우호 관계가, 태국 태권도계에서 그를 이른바 "코치 최" (โค้ชเช)라고 일컫게 되었다.
현재 최영석은 태국 이름을 가지고 있으며, 그의 태국 이름은 '차이야삭'(ชัยศักดิ์ →대승과 정직을 얻은 사람)이다.

## 기타
그는 한국인 아내와 결혼하였으며, 현재 1명의 아들이 있다. 2010년 11월 26일, 대한민국-태국 영화 제작자는 태국의 《더 킥》 발표회에 최영석을 특별 초청 손님으로 초대하였다.

## 훈장
- 2004년 하계 올림픽의 성과로, 2007년 2월 19일, 태국 외무부가 디렉쿠나폰 훈장[주해 1] 제4등급을 태국 국왕으로부터 그에게 수여하였다.

## 주해
1. ↑  푸미폰 아둔야뎃 왕 재위 시기에 만들어진 휘장 중의 하나